# Maria Cibrario Cinquini
Maria Cibrario Cinquini (Genova, 6 settembre 1906 – Pavia, 16 maggio 1992) è stata una matematica italiana.

## Biografia

### Infanzia e studi
Maria Cibrario Cinquini nacque a Genova nel 1905 da Cristina Botto e Giulio Cibrario Cinquini, nobile piemontese, cavaliere e capitano dell'esercito. Maria frequentò il liceo classico di Lodi e nel 1922 si iscrisse al corso di laurea in Scienze matematiche e fisiche dell’'Università degli Studi di Torino, salvo poi passare al corso di laurea in Matematica due anni dopo. Si laureò nel 1927 con il massimo dei voti, discutendo una tesi di analisi e una tesina di geometria con Peano. Successivamente, pur essendo già laureata, frequentò un corso di matematiche complementari di Peano.

### Collaborazioni e studi post lauream
Nei primi sei anni dopo la laurea concluse otto pubblicazioni, collaborando contemporaneamente alla didattica dei corsi di analisi. Con la guida di Peano scrisse la nota intitolata Proposizioni universali e particolari, e definizione di limite che nel giugno del 1929 venne presentata da Peano all’Accademia delle Scienze di Torino. In questo testo la Cibrario analizzava ventiquattro proposizioni derivanti dalla definizione di limite, ispirandosi alle ricerche di Peano e alcuni suoi allievi. Dopo la morte di Peano nel 1932, Maria iniziò a lavorare con Francesco Giacomo Tricomi, e successivamente con Guido Fubini.

### Premi e primi incarichi
Per tre anni consecutivi, nel 1926,1927 e 1928, Maria Cibrario Cinquini vinse il premio "Corrado Segre", nel 1933 le venne assegnato il premio ministeriale per le scienze matematiche dall’Accademia dei Lincei e cinque anni dopo (1938-1939) venne nominata direttrice dell’Istituto di analisi.
Negli anni successivi la sua fama crebbe a livello internazionale grazie ai suoi studi sulle equazioni differenziali alle derivate parziali di secondo ordine miste. Molto famosa divenne anche la sua scoperta inerente all’applicazione di equazioni di tipo iperbolico-ellittico ai fenomeni dell’aerodinamica transonica.

### Matrimonio e altre cariche ricoperte
A trentatré anni (1938) Maria Cibrario sposa Silvio Cinquini, suo collega, con il quale collaborò alla realizzazione di molti lavori. Dopo essersi trasferita a Pavia nel 1947, ottenne la cattedra di Analisi matematica a Cagliari, poi a Modena ed infine nuovamente all’Università degli Studi di Pavia, dove rimase per trent’anni fino al 1980, anno in cui ebbe termine il suo incarico.
Proprio a Pavia Maria Cibrario Cinquini si spense all'età di ottantasette anni: all'epoca era madre di tre figli, Giuseppe, Vittoria e Carlo, socia corrispondente dell’Istituto lombardo delle scienze e lettere e dell’Accademia nazionale dei Lincei, Medaglia d'oro ai benemeriti della scuola, della cultura e dell’arte e professoressa emerita di analisi matematica; correva l'anno 1992. Parte della sua raccolta libraria è stata donata alla Biblioteca della Scienza e della Tecnica.

### Scoperte e contributi
Nel corso della sua vita la Cibrario, oltre che della risoluzione di equazioni differenziali e dello sviluppo dell'aerodinamica transonica, si occupò anche della definizione di “soluzione in senso generalizzato, della soluzione del problema di Gousart per le equazioni iperboliche non lineari, del problema di Cauchy per sistemi di equazioni alle derivate parziali del primo ordine e dei problemi di minimo, della stesura di una particolare e innovativa teoria delle curve, della determinazione dei rapporti tra serie di polinomi sferici generalizzati e serie trigonometriche riguardanti funzioni ipergeometriche di Gauss, dello studio della trasformata di Laplace, di numeri e polinomi di Bernoulli in campo di analisi; della descrizione delle congruenze di rette iperspaziali e dell'estensione dei metodi della geometria descrittiva dallo spazio ordinario a quello a quattro dimensioni per rappresentare le rigate e certe varietà di piani in campo di geometria.